# Hanna Rothman
Johanna (Hanna) Sofia Rothman, född 10 september 1856 i Helsingfors, död 29 juni 1920, var en finländsk pionjär inom barnträdgårdsverksamhet. 
Hanna Rothman avlade 1882 examen vid barnträdgårdsseminariet på Pestalozzi-Fröbel-Haus i Berlin. Hon grundade 1888 Nordens första folkbarnträdgård i Helsingfors. Den följdes 1890 av en annan, grundad av Hanna Rothman tillsammans med Elisabeth Alander (1859–1940). Dessa två förskolepionjärer inrättade 1892 också ett förskoleseminarium. År 1908 flyttade seminariet och några barnträdgårdsavdelningar in i ett eget hus, Ebeneserhemmet. Utbildningen var ursprungligen svenskspråkig, men från 1905 undervisades på både finska och svenska. År 1958 flyttades den svenska utbildningen till Jakobstad.